# Vector de distancias
El vector de distancias es un método de enrutamiento. Se trata de uno de los más importantes junto con el de estado de enlace. Utiliza el algoritmo de Bellman-Ford para calcular las rutas.
Fue el algoritmo original de ARPANET.
Se usó en DECNET, IPX y Appletalk.
Lo usa el protocolo RIP (Routing Information Protocol), que hasta 1988 era el único utilizado en Internet.
También se utiliza en los protocolos propietarios ampliamente extendidos IGRP y EIGRP de Cisco.

## Funcionamiento
El enrutamiento de un protocolo basado en vector de distancias requiere que un router informe a sus vecinos de los cambios en la topología periódicamente y en algunos casos cuando se detecta un cambio en la topología de la red. Comparado a los protocolos de estado de enlace, que necesitan que un router informe a todos los nodos de una red acerca de los cambios en su topología, los algoritmos de vector de distancias tienen mucha menos complejidad computacional. Además, las principales características de los diferentes algoritmos VD (vector de distancias) son siempre las mismas.
El algoritmo VD se basa en calcular la dirección y la distancia hasta cualquier enlace en la red. El costo de alcanzar un destino se lleva a cabo usando cálculos matemáticos como la métrica del camino. RIP cuenta los saltos efectuados hasta llegar al destino mientras que IGRP utiliza otra información como el retardo y el ancho de banda.
Los cambios son detectados periódicamente ya que la tabla de enrutamiento de cada router se envía a todos los vecinos que usan el mismo protocolo. Una vez que el router tiene toda la información, actualiza su tabla e informa a sus vecinos de los mismos. Este proceso se conoce también como “enrutamiento por rumor” ya que los nodos utilizan la información de sus vecinos y no pueden comprobar a ciencia cierta si ésta es verdadera o no.
El algoritmo de Bellman-Ford se adapta perfectamente al modo de aprendizaje de los nodos que “nacen”, es decir, cuando se conectan a la red. A medida que el algoritmo progresa, el nuevo nodo va adquiriendo más información sobre el resto de nodos de la red. Este algoritmo converge rápidamente cuando se conectan nuevos nodos. Por ello se suele decir que las buenas noticias viajan rápido por la red.

## Ejemplo
En esta red, tenemos 4 routers A, B, C y D:
Empezamos calculando las matrices de distancias para cada router. El “camino más corto” está marcado con el color verde, un “camino más corto” nuevo está indicado en amarillo
| desde A | vía A | vía B | vía C | vía D |
| ------- | ----- | ----- | ----- | ----- |
| a A     |       |       |       |       |
| a B     |       | 3     |       |       |
| a C     |       |       | 23    |       |
| a D     |       |       |       |       |

| desde B | vía A | vía B | vía C | vía D |
| ------- | ----- | ----- | ----- | ----- |
| a A     | 3     |       |       |       |
| a B     |       |       |       |       |
| a C     |       |       | 2     |       |
| a D     |       |       |       |       |

| desde C | vía A | vía B | vía C | vía D |
| ------- | ----- | ----- | ----- | ----- |
| a A     | 23    |       |       |       |
| a B     |       | 2     |       |       |
| a C     |       |       |       |       |
| a D     |       |       |       | 5     |

| desde D | vía A | vía B | vía C | vía D |
| ------- | ----- | ----- | ----- | ----- |
| a A     |       |       |       |       |
| a B     |       |       |       |       |
| a C     |       |       | 5     |       |
| a D     |       |       |       |       |

| desde A | vía A | vía B | vía C | vía D |
| ------- | ----- | ----- | ----- | ----- |
| a A     |       |       |       |       |
| a B     |       | 3     | 25    |       |
| a C     |       | 5     | 23    |       |
| a D     |       |       | 28    |       |

| desde B | vía A | vía B | vía C | vía D |
| ------- | ----- | ----- | ----- | ----- |
| a A     | 3     |       | 25    |       |
| a B     |       |       |       |       |
| a C     | 26    |       | 2     |       |
| a D     |       |       | 7     |       |

| desde C | vía A | vía B | vía C | vía D |
| ------- | ----- | ----- | ----- | ----- |
| a A     | 23    | 5     |       |       |
| a B     | 26    | 2     |       |       |
| a C     |       |       |       |       |
| a D     |       |       |       | 5     |

| desde D | vía A | vía B | vía C | vía D |
| ------- | ----- | ----- | ----- | ----- |
| a A     |       |       | 28    |       |
| a B     |       |       | 7     |       |
| a C     |       |       | 5     |       |
| a D     |       |       |       |       |

| desde A | vía A | vía B | vía C | vía D |
| ------- | ----- | ----- | ----- | ----- |
| a A     |       |       |       |       |
| a B     |       | 3     | 25    |       |
| a C     |       | 5     | 23    |       |
| a D     |       | 10    | 28    |       |

| desde B | vía A | vía B | vía C | vía D |
| ------- | ----- | ----- | ----- | ----- |
| a A     | 3     |       | 25    |       |
| a B     |       |       |       |       |
| a C     | 26    |       | 2     |       |
| a D     | 31    |       | 7     |       |

| desde C | vía A | vía B | vía C | vía D |
| ------- | ----- | ----- | ----- | ----- |
| a A     | 23    | 5     |       | 33    |
| a B     | 26    | 2     |       | 12    |
| a C     |       |       |       |       |
| a D     | 33    | 9     |       | 5     |

| desde D | vía A | vía B | vía C | vía D |
| ------- | ----- | ----- | ----- | ----- |
| a A     |       |       | 10    |       |
| a B     |       |       | 7     |       |
| a C     |       |       | 5     |       |
| a D     |       |       |       |       |

| desde A | vía A | vía B | vía C | vía D |
| ------- | ----- | ----- | ----- | ----- |
| a A     |       |       |       |       |
| a B     |       | 3     | 25    |       |
| a C     |       | 5     | 23    |       |
| a D     |       | 10    | 28    |       |

| desde B | vía A | vía B | vía C | vía D |
| ------- | ----- | ----- | ----- | ----- |
| a A     | 3     |       | 7     |       |
| a B     |       |       |       |       |
| a C     | 8     |       | 2     |       |
| a D     | 31    |       | 7     |       |

| desde C | vía A | vía B | vía C | vía D |
| ------- | ----- | ----- | ----- | ----- |
| a A     | 23    | 5     |       | 15    |
| a B     | 26    | 2     |       | 12    |
| a C     |       |       |       |       |
| a D     | 33    | 9     |       | 5     |

| desde D | vía A | vía B | vía C | vía D |
| ------- | ----- | ----- | ----- | ----- |
| a A     |       |       | 10    |       |
| a B     |       |       | 7     |       |
| a C     |       |       | 5     |       |
| a D     |       |       |       |       |

## Limitaciones
Un problema es el de la transmisión de malas noticias por la red tales como la ruptura de un enlace o la desaparición de un nodo. Este algoritmo converge lentamente en estos casos. Aunque el principal inconveniente de este algoritmo es el de la cuenta a infinito.
El algoritmo Bellman-Ford utilizado en VD no previene de la aparición de bucles. Aunque protocolos como IGRP están modificados para detectar bucles en la red.
El problema de la cuenta a infinito es que hace que los costes o distancias se incrementen indefinidamente sin que el algoritmo llegue a converger nunca.
Para ilustrarlo, tomemos como ejemplo el de la figura.
- Inicialmente A está desactivado. Cuando A se activa, B se entera de que A existe al recibir su vector distancia y actualizar su tabla indicando que A dista 1.

- El nodo C se entera de que A existe porque B le indica que tiene un enlace hacia A de coste 1. Entonces C actualiza su tabla registrando una trayectoria hacia A de coste 2.

- Si el nodo A se desconecta entonces B no recibe el VD de A. Sin embargo el nodo C le dice que tiene una trayectoria hasta A de distancia 2. B no sabe que la trayectoria de C a A pasa por el mismo y por tanto cree que puede llegar a A a través de C por lo que actualiza su tabla registrando la distancia 2 + 1 = 3 hasta A

- En el siguiente intercambio, el nodo C comprueba que sus vecinos B y D tienen una trayectoria hasta A de distancia 3. C calcula su propia distancia hasta A en 3 + 1 = 4. En los siguientes intercambios, los nodos elevan ilimitadamente su distancia a A (cuenta a infinito).

Mientras no se interrumpa la cuenta a infinito, el algoritmo no converge. Aunque se han propuesto diversas soluciones a este problema

## Recorte por horizonte dividido
Se trata de una de las soluciones utilizadas para solventar el conteo a infinito. Es una modificación del algoritmo VD para evitar que un nodo informe a su vecino sobre la distancia que conoce hasta el nodo X cuando la trayectoria hacia X pasa a través de ese nodo vecino. Lo que realmente hace es informar que dicha distancia es infinita.
El algoritmo por horizonte dividido consigue que las “malas noticias” se propaguen con la misma rapidez que las “buenas noticias”. Sin embargo este algoritmo no funciona para todas las combinaciones de topologías posibles por lo que solo mitiga el problema sin solucionarlo. Esto ha llevado al desarrollo de más complejos algoritmos de encaminamiento tales como los de estado de enlace.

## Información Adicional
- Sección "Link-State Versus Distance Vector" Archivado el 14 de diciembre de 2010 en Wayback Machine. en el capítulo "Routing Basics" en el "Internetworking Technology Handbook" de Cisco (en inglés)
- Sección 5.2 "Algoritmos de Ruteo" en el capítulo "5 THE NETWORK LAYER" de "Redes de Computadores", de Andrew S. Tanenbaum, 4.ª edición (en inglés)

- Datos: Q1229441